# 下城民夫
下城民夫（しもじょう たみお、1960年 - ）は、日本のアウトドア愛好家。アウトドア情報センター所長。日本バーベキュー協会会長。

## 概要
兵庫県芦屋市出身。小学生時代はボーイスカウト活動を経験。兵庫県立芦屋高等学校卒業。大学時代はきぐるみショーのアルバイトをしており、劇団を結成。役者よりも運営側の方に興味があったため、イベント企画会社に入社。その後音楽プロモーション会社に転職。
大手広告代理店で契約社員として働いていたが、1992年に退職。同年にアウトドア情報センターを設立する。以後は各メディアにアウトドア関連の情報コンテンツ制作を提供するようになる。2006年には、日本バーベキュー協会を設立。「欧米に比べて当時のバーベキューに対する認識・レベルがあまりに低かったことが設立の理由」と述べている。「あなた説明できますか?」（TBS）や「探偵!ナイトスクープ」（朝日系列）など、下城自らTVなどに出演することも多い。広告代理店勤務のキャリアを活かし、同志社女子大学で非常勤講師（プランニング演習B）も勤めている。
野外で火を扱うことも多いことから、防災士の資格も取得している。
2007年10月4日に放送された「とんねるずのみなさんのおかげでした」の特番内のコーナー「博士と助手〜細かすぎて伝わらないモノマネ選手権〜」で常連出場者のくじらが物真似を披露したことで知名度が上昇した。